# Aaron Schock
Pour les articles homonymes, voir Schock.
Aaron Schock, né le 28 mai 1981 à Morris (Minnesota), est un homme politique américain. Membre du Parti républicain, il représente le 18e district congressionnel de l'Illinois à la Chambre des représentants des États-Unis de 2009 à sa démission en 2015. Il fait son coming out en tant qu'homosexuel en 2020, après des années de lutte contre les droits des LGBT.

## Biographie

### Études et débuts en politique
Aaron Schock est diplômé de la Richwoods High School de Peoria en mai 2000. L'année suivante, il se présente à la commission scolaire locale (Peoria school board). S'il ne réunit pas le nombre de signatures pour apparaître sur les bulletins de vote, il se lance dans une campagne write-in et bat l'élue sortante Rhonda Hunt. Il n'a alors que 19 ans. En juillet 2003, à 23 ans, il devient le plus jeune président de la commission. Il étudie parallèlement à l'université Bradley où il obtient un baccalauréat universitaire en finance en mai 2002.
En novembre 2004, il est élu de justesse à la Chambre des représentants de l'Illinois en battant la démocrate sortante Ricca Slone. Après avoir démissionné de la commission scolaire de Peoria, il est réélu pour un second mandat de représentant en 2006.

### Représentant des États-Unis
Lors des élections de 2008, Schock se présente à la Chambre des représentants des États-Unis dans le 18e district de l'Illinois, historiquement favorable aux républicains. Il entend succéder au républicain Ray LaHood qui ne se représente pas. Il remporte facilement la primaire républicaine avec plus de 71 % des suffrages face à l'homme d'affaires Jim McConoughey (17 %) et à l'ancien conseiller municipal de Peoria John Morris (12 %). En novembre 2008, Schock est élu à Chambre des représentants des États-Unis avec 58,9 % des voix face à la démocrate Colleen Callahan (37,9 %) et à l'écologiste Sheldon Schafer (3,2 %). Le 3 janvier 2009, à 27 ans, Aaron Schock devient le plus jeune membre de la Chambre. Il est également le premier membre du Congrès issu de la génération Y.
Schock est largement réélu lors des élections de 2010 (69,1 % des suffrages), 2012 (74,2 %) et 2014 (74,7 %).
À la Chambre des représentants, il vote à l'image du Parti républicain sur tous les grands sujets : contre le plan de relance, contre un marché des droits à polluer, contre l'Obamacare. Ses opinions politiques sont en effet classiques pour un élu républicain : il souhaite réduire les impôts et le déficit public tout en maintenant des positions conservatrices sur les questions de société (opposition à l'avortement et au mariage homosexuel).
Dès le début de son mandat, Schock fait l'objet d'une couverture médiatique importante, en raison de son physique et de son jeune âge,,. Il fait notamment la une du magazine Men's Health torse nu. Se voyant reprocher d'être davantage connu pour ses publications Instagram que pour son travail de parlementaire, Schock se justifie : « si vous voulez faire changer les gens d'avis ou faire en sorte que quelqu'un vote pour vous, un électeur ou un collègue, vous devez d'abord avoir leur attention »,. Cette notoriété lui permet notamment de devenir un important leveur de fonds pour le Parti républicain.

### Scandale et démission
En février 2015, alors considéré comme une étoile montante du Grand Old Party, Schock est accusé d'avoir utilisé des fonds publics, à hauteur de plusieurs dizaines de milliers de dollars, pour redécorer son bureau en hommage à la série télévisée Downton Abbey. Dans les semaines qui suivent, il est soupçonné d'utiliser son compte public pour effectuer des voyages sur des avions appartenant à certains de ses donateurs ou pour assister à des concerts. Le 17 mars 2015, Schock annonce sa démission de son mandat de représentant, prenant effet le 31 mars,.
En 2016, l'ancien représentant est mis en examen pour sa supposée mauvaise utilisation de fonds publics. Il passe alors son temps entre Peoria et Los Angeles, où il poursuit une carrière dans l'immobilier. Au cours de l'enquête, le procureur de Springfield est dessaisi au profit d'un procureur de Chicago. En mars 2019, Schock conclut un accord avec le département de la Justice : les charges criminelles à son encontre sont abandonnées contre le versement de 110 000 dollars, une mise à l'épreuve de six mois et un plaidé coupable de son comité de campagne pour un délit mineur. S'estimant innocenté, Schock n'exclut un futur retour en politique.

### Coming out
En 2020, il fait son coming out gay sur son site, en expliquant la difficulté de grandir dans une famille très religieuse et en s'excusant pour s'être opposé au mariage pour les couples de même sexe,.

« La vérité est que si j’étais au Congrès aujourd’hui, je soutiendrais les droits LGBTQ de toutes les manières possibles. Je me rends compte que certaines de mes positions politiques vont à l’encontre du mouvement LGBTQ, et je les respecte pour ces différences. J’espère que les gens me permettront la même chose. »